# År av drömmar
År av drömmar är en svensk TV-serie i sex delar från 1994–1995. Serien regisserades av Hans Abramson efter ett manus av Bo Sigvard Nilsson. I rollerna ses bland andra Anita Ekström, George Fant och Nina Gunke.
Serien utspelar sig 1932–1945 och dess delar heter i tur och ordning Skottet, Trolleriföreställningen, Mörkrets tid, Stängda gränser, Flykten och Kärlek och hot. Den producerades av Lars Dahlquist, fotades av Matz Jansson och klipptes av Marianne Hesselsjö. Musiken komponerades av Anders Melander.

## Rollista
- Anita Ekström – farmor Arita Alling
- George Fant – farfar Herman Alling
- Nina Gunke – mamma Birgitta Alling
- Sam Gylling – Peter Alling som barn
- Jacob Hirdwall – Peter Alling som vuxen
- Carl Wilhelm Hansson – Christian Alling som barn
- Jonas Stenberg – Christian Alling som vuxen
- Mikael Johansson – Bror som barn
- Johan Larén – Bror som äldre
- Peder Falk – Torgny Segerstedt
- Lars Väringer – Manne Alling
- Camilla Nyberg – jungfrun
- Anja Schmidt – Sara Till
- Christian Fiedler – Lennart
- Kåre Sigurdson – Dr Nordkvist
- Stefan Ljungqvist	– brevbäraren
- Peter Schildt – prästen
- Doris Funcke – Beatrice
- Ricky Danielsson – Zeta
- Harry Goldstein – spekulant
- Anders Lönnbro – handlaren
- Irma Erixson – tant Lollie
- Per Elam – herr Raglan
- Cecilia Rödström – fru Raglan
- Bernt Andersson – en gubbe
- Patrik Bergner – broder 1
- Mikael Bengtsson – broder 2
- Ulf Peder Johansson – broder 3
- Kristin Holmedal – tvilling 1
- Karin Holmedal – tvilling 2
- Anna Ulrica Ericsson – badflickan
- Martin Berggren – redaktionssekreteraren
- Evert Lindkvist – rederitjänstemannen
- Annika Kofoed – hora
- John Zacharias – juden
- Yvonne Schaloske – judinnan
- Jan-Erik Emretsson – zigenaren
- Göran Parkrud – nazist 1
- Eivin Dahlgren – nazist 2
- Jan Holmquist – polisman
- Dag Malmberg – advokat Forsman
- Åsa-Lena Hjelm – sjuksköterska
- Julia Dufvenius – tjej